# Shifnal
Shifnal is een civil parish in het bestuurlijke gebied Shropshire, in het Engelse graafschap Shropshire met 6776 inwoners.